# Masahiko Amakasu
Masahiko Amakasu (甘粕正彦, Amakasu Masahiko), né le 26 janvier 1891 – mort le 20 août 1945, est un officier de l'Armée impériale du Japon.
Lors du Tremblement de terre de Kantō de 1923, il est le lieutenant responsable d'un détachement de la Kempetai (police militaire de l'armée impériale japonaise) qui exécute sommairement plusieurs activistes politiques, parmi lesquels Noe Itō et Sakae Ōsugi, accusés de tirer parti de l'événement pour déstabiliser le gouvernement. C'est l'incident d'Amakasu. Condamné à dix ans de prison, il est libéré au bout de trois ans.
Il se rend ensuite en France puis en Mandchourie, où il dirige l'association cinématographique du Mandchoukouo. Il se suicide en 1945, à l'approche des troupes soviétiques.
Il est l'un des personnages d'un roman de Jakuchō Setouchi, d'un roman de Christian Kracht, et du film Le Dernier Empereur.